# Sadóvoie (Vorónej)
Sadóvoie — Садовое (rus) — és un poble de l'óblast de Vorónej, a Rússia, segons el cens del 2018 tenia 4.064 habitants.